# Tehnologija
Tehnologija je razvoj i primjena alata, strojeva, materijala i postupaka za izradu nekoga proizvoda ili obavljanje neke aktivnosti; također i znanost koja proučava primjenu znanja, vještine i organizacije u provedbi nekoga procesa. Tijekom povijesti razvila su se samostalna područja tehnologije, od kojih svako okuplja više srodnih postupaka proizvodnje. Oblikovanje kamena u kamenom dobu i kasnija obrada i oblikovanje metala (brončano, željezno doba) smatraju se začetcima mehaničke tehnologije, koja je danas obuhvaćena širim pojmom proizvodnoga strojarstva. U 7. tisućljeću pr. Kr. započela je primitivna proizvodnja metala: u Iranu se proizvodio bakar, 3000 godina poslije u Mezopotamiji bronca, a potom i željezo. Dobivanje tih metala iz ruda, uz izradbu keramičkih proizvoda, označilo je početak razvoja kemijske tehnologije. Premda je već u 7. stoljeću u Kini bio poznat tisak uz pomoć ravne ploče, stvarni razvoj grafičke tehnologije započeo je oko 1450. izumom J. Gutenberga, koji je za tisak knjiga primjenjivao olovna slova i prešu. Predenje konca i izrada tekstila bili su od davnine poznati, a pravi zamah dobili su početkom industrijalizacije u Engleskoj u 17. stoljeću; od tada se snažno razvija tekstilna tehnologija, obuhvaćajući procese od dobivanja vlakana, tkanja i bojenja tekstila sve do izrade odjeće. Kako su jačale industrija i znanost, tako su se razvijale i druge tehnologije, na primjer prehrambena tehnologija, biotehnologija, informacijska i komunikacijska tehnologija i druge. 
Pojam tehnologija prvi se put javio 1777. u knjizi Uvod u tehnologiju (njem. Anleitung zur Technologie) njemačkog filozofa Johanna Beckmanna (1739. – 1811.), u kojoj se razmatra isprepletenost tehnike, gospodarstva i društva i na sustavan način iznosi pregled o različitim tehnoločkim znanjima. U nekim zemljama engleskog govornog područja riječ tehnologija je višeznačna, pa se tako rabi i kao sinonim za tehniku.

## Povijest tehnologije
Povijest tehnologije je usko vezana uz povijest otkrića raznih alata i tehnika, a kako nijedno ljudsko društvo ne može opstati bez tehnologije, može se reći da je tehnologija stara koliko i samo ljudsko društvo. Bit čovjekova načina opstanka je izradba i korištenje alata, te kulturalno prenošenje tehnologije (tj. poduka novih naraštaja). Štoviše, izradba i uporaba alata dugo je smatrana osnovnom razlikom između nas i ostatka živoga svijeta.

### Prapovijesna tehnologija
Prapovijesna tehnologija je vezana uz prapovijest koje je najdulje razdoblje u prošlosti čovječanstva. Početak prapovijesti određuje se prvim nalaskom alata hominida (negdje oko 2.500.000 godina pr. Kr.), a kraj s početkom ljudske pismenosti (tj. najstarijim nalazima ljudske pismenosti) - oko 3500. godine pr. Kr. Prapovijest se dijeli na dva velika razdoblja – kameno doba i metalno doba. Kameno doba dijeli se na starije (paleolitik), srednje (mezolitik) i mlađe kameno doba (neolitik), a metalno doba na bakreno, brončano i željezno doba.

### Tehnologija drevnih civilizacija
Tehnologija drevnih civilizacija se odnosi na urbanu revolucija, koja označava kraj kamenoga doba i početak brončanoga doba, kraj prapovijesti i početak povijesti, koja je započela prije otprilike 6000 godina na Bliskom istoku i u konačnici je dovela do prvih civilizacija, sa svim društvenim i povijesnim posljedicama koje ih prate: visoka gustoća stanovništva (veće populacije), gradovi, razvoj složenih i raslojenih društava (specijalizacija struka i oštrija podjela rada), centralizirana politička i gospodarska vlast (nastanak i organiziranje regionalnih država), institucije prisile (vojska, prikupljanja poreza, policija), vjerske institucije i klasa svećenika, monumentalna arhitektura (palače, hramovi, spomenici), širenje trgovine, novac, standardizirani utezi i mjere, kontrola nad mineralnim izvorima, nastanak pisma, matematike i astronomije.

### Tehnologija stare Grčke
Tehnologija stare Grčke je u toku čitave antike bila potpuno odvojena od starogrčke znanosti i filozofije. Stotine malih novih tehnologija i tehničkih poboljšanja se pojavilo tijekom 1200 godina antike, poput nožnog kola dodanog lončarskom kolu, ali se u cjelini tehnološki temelj proizvodnje nije promijenio tijekom cijelog razdoblja. U nekim se granama tehnologije, poput rudarstva, pojavio industrijski stil proizvodnje, a postala je uobičajena i trgovina na velike udaljenosti. No većina proizvodnje je ostala zasnovana na obrtništvu i lokalna, a obrtnici, tradicionalno skloni skrivanju svog umijeća, su nastojali monopolizirati svoje vještine, ne oslanjajući se na pisanu riječ, znanost ili filozofiju prirode.

### Tehnologija starog Rima
Tehnologija starog Rima je dala najveće tehničare i inženjere antičkoga svijeta i neki čak kažu da je sama rimska civilizacija jedno veliko tehničko postignuće. Činjenica da je stari Rim dao nama poznate inženjere, od kojih su neki pisali knjige (što uopće nije bilo uobičajeno za inženjere), poput Vitruvija i Frontina (oko 40. – 103.) sama po sebi svjedoči o važnosti inženjerstva i tehnologije za rimsku civilizaciju. Građene su popločene ceste, javne zgrade, sportski objekti i akvadukti. U tom razdoblju nije bilo većih otkrića u tehnologiji, ali su postojeća umijeća i naprave razvijena i poboljšana za uporabu u velikim razmjerima. Rimljani su bili veliki improvizatori, bitno su poboljšali postojeću tehnologiju, ali su dali tek rijetke nove izume. Manje uzvišen izum, ali ne i manje važan za rimsku civilizaciju, je cement, koji je bio ključna nova tehnologija koju su uveli Rimljani, a koja je gradnju od kamena učinila mnogo jednostavnijom i jeftinijom, što je doslovno zacementiralo širenje Rimskoga carstva. Dok je rimska tehnologija cvjetala, rimske znanosti gotovo da i nema. Vrlo je malo djela prevedeno s starogrčkog. Rimljani nisu cijenili grčku matematiku, znanosti i učenost u cjelini. Rim nije dao znanstvenike. To zbunjuje one koji smatraju da su znanost i tehnologija uvijek i nužno povezane.

### Tehnologija drevne Kine
Tehnologija drevne Kine započinje s razvojem njihove civilizacije, a prvi razvoj civilizacije se opaža duž rijeke Huang He (Žuta rijeka). Do 2500. pr. Kr. se tisuće kasnoneolitičkih sela proširilo duž rijeke, a kad je uvedeno poljodjelstvo s navodnjavanjem nastala su kraljevstva. Veliki Shun, navodni utemeljitelj prve Dinastije Xia je legendaran u Kini kao vladar koji je kontrolirao vode. Dinastija Shang (oko 1600. pr. Kr. do oko 1046. pr. Kr.), koja označava dokumentirane početke kineske civilizacije, je zagospodarila dolinom Žute rijeke zahvaljujući širokom sustavu navodnjavanja. Kasnije su tehnike navodnjavanja prenesene južnije, do rijeke Jangce. Uzgoj riže se iz južne Kine proširio prema sjeveru i također je uključivao kontrolu vode. Tijekom cijele kineske povijesti je jedna od uloga vlasti bila graditi i održavati sustav navodnjavanja. Rezultat toga su mnogi kanali, nasipi, brane i umjetna jezera širom Kine. Svjesna vladina politika zaštite voda i unaprijeđenja poljodjelstva je uključivala i isušivanje, što je sve zahtijevalo uključivanje velikog broja seljaka u prisilan rad, tlaku. Rana kineska civilizacija je gradila gradove sa zaštitnim zidinama, palačama i ceremonijalnim središtima. Rana kineska država je gradila žitnice i održavala stajaću vojsku. Razvijena je istančana brončana metalurgija. 

### Tehnologija u srednjovjekovnom islamskom svijetu
Tehnologija u srednjovjekovnom islamskom svijetu je imala svoje zlatno doba koje je trajalo od 8. stoljeća do sredine 13. stoljeća. Kalifi dinastije Omejada su vladali iz Damaska u Siriji. Tu je dinastija Omejada došla u dodir s obrazovanim Sirijcima i Perzijancima, koji su im služili kao tajnici i činovnici. Time je pomalo počelo heleniziranje islama. Čitavu administraciju Omejadskoga kalifata u Damasku vodili su grčki činovnici, na grčkom. Proces heleniziranja je ubrzan nakon godine 749., kada je na vlast došla dinastija Abasida. Kalif al-Manzur je godine 762. sagradio novi glavni grad, Bagdad, na rijeci Tigris. Grad je postao poznat po prilično intelektualnoj i tolerantnoj klimi. Carstvo se počelo pretvarati u centraliziranu državu, za što je bila potrebna snažna državna uprava. Takvu državnu upravu nisu mogli činiti ratnici, pa su se kalifi okrenuli obrazovanim Perzijancima, uglavnom onima koji su prešli na islam, a koji su pak bili oduševljeni grčkom učenošću. Do godine 1000. gotovo su sva dijela grčke medicine, filozofije prirode i matematičkih znanosti bili prevedeni na arapski. Prevedene su i mnoge perzijske i indijske knjige, ali one kasnije nisu prevedene na latinski i bile su stoga izgubljene za Zapad.

### Tehnologija srednjeg vijeka
Tehnologija srednjeg vijeka u Europi je oblikovana zahvaljujući nizu međusobno povezanih tehnoloških novina: poljodjelska revolucija, nova vojna tehnika, oslanjanje na vodu i vjetar kao izvore energije. Taj tehnološki razvoj daje važan dio odgovora na pitanje kako se je i zašto Europa preobrazila od kulturne zabiti zasnovane na gospodarstvu jedva naprednijem od onog tradicionalnih neolitičkih zajednica u cvatuću i jedinstvenu, ali i agresivnu civilizaciju, koja će povesti svijet u razvoj znanosti i industrije.

### Industrijska revolucija
U drugoj polovici XVIII. stoljeća ručna se proizvodnja počela zamjenjivati parnim strojevima. Time je počeo razvoj koji je od kraja 18. do sredine 19. stoljeća temeljito izmijenio ranije političke, gospodarske i društvene sustave u većem dijelu svijeta. Počela je prva industrijska revolucija. U Engleskoj su proizvođači sve više ulagali novac u stvaranje novih izuma. No, najpoznatiji je bio izum parnog stroja. Njega je 1764. godine usavršio Škot James Watt. Pronalazak parnog stroja izazvao je veliki preokret u proizvodnji, odnosno revoluciju u prerađivačkim djelatnostima ili industriji. Manufakturna proizvodnja zamijenjena tvorničkim radom.